# Асоциация на българите в Украйна
Асоциацията на българите в Украйна (съкратено АБУ; на украински: Асоціація болгар України, на руски: Ассоциация болгар Украины) е неправителствена организация на българите в Украйна, която обединява български културни дружества и организации. Учредена е на 3 октомври 1993 г. като „Асоциация на българските национално–културни дружества и организации в Украйна“. Под новото си име съществува от 2004 г. Асоциацията има свое представителство във всички области на Украйна. Общият брой на дружествата и организациите в състава на асоциацията е над 100. Седалище на асоциацията е град Одеса. Неин председател е Антон Кисе.

## История

### Създаване
На 17 април 1993 г. в българския вестник „Роден край“ се публикува обръщение на петима участници на съвещание към българските дружества в Украйна. Те се обръщат към редактора на вестника – А. Гайдаржи, с предложение да координира дейността за свикване на учредителния форум на Украинската асоциация на българите в Одеса, Болград или Киев през април–май 1993 г., който да приеме учредителни документи и да избере ръководни органи. Обръщението е подписано от съпредседателите на Киевското дружество „Родолюбие“ – И. Стоянов и Н. Балтажи; от председателя на Бердянското дружество – Н. Турлаков; на Кримското – Г. Каражов; на Благоевското – В. Станков.
На 14 май 1993 г. в Одеса се провежда съвещание на представителите на българските дружества и организации, на което присътстват ръководители на дружества от Киев, Харков, Крим, Николаев, Запорожка и Одеска области. На съвещанието са обсъдени актуалните проблеми на развитието на българската култура в Украйна и е създаден организационен комитет с цел да подготви и проведе републиканска конференция.
На първото заседание на организационния комитет на 25 юни 1993 г. на първо четене е обсъден проект за устав на асоциацията. Вторият му вариант е изпратен за обсъждане в българските дружества. Тази дейност се осъществя от А. Яковенко и Г. Алавацкий. Организационният комитет взима решение учредителната конференция да се свика на 2 октомври 1993 г. в град Одеса.
На 21 септември 1993 г., по инициатива на Комитета за междунационални отношения в гр. Киев се състои републиканско съвещание на представителите на национални малцинства, в което участва председателят на Одеското българско дружество – П. Пинти. Във вестник „Роден край“, в материала посветен на съвещанието, той пише:
| „ | Що се отнася до нас, украинските българи, съвещанието още един път потвърди, че ни липсва организация, която би ни обединявала както на републиканско, така и на областните нива. Дошло е време сериозно да помислим за създаване на асоциация или съвет на съществуващите дружества, което е много актуално на съвременния етап. | “ |

На 1 октомври 1993 г. се състои второ заседание на Организационния комитет, на който е обсъден втория вариант на проекта за устав на асоциацията и кандидатури за президент на асоциацията.
На 2 октомври 1993 г. в град Одеса се състои учредителна конференция на българските дружества и организации в Украйна, в чиято работа участват 39 делегати от 11 дружества, както и 70 гости. В хода на конференцията се изказват: В. Петров, Д. Тигов, С. Намлиев, Г. Каражов, Е. Димо, Г. Апостолов, Г. Пенева, Р. Бурлакова, В. Станко, Р. Джамджиева, И. Димитрова, Д. Стесева, С. Стефанов, Г. Заславский, Т. Пилипенко, Г. Алавацкий, Н. Тодоров, А. Яковенко.
На 14 декември 1993 г. във вестник „Роден край“ (д редактор Афасаний Гайдаржи) излиза интервю със съпредседателя на Киевското дружество „Родолюбие“ – Н. Балтажи: „Асоциацията на българите: проблеми и перспективи“, в което той за първи път поставя въпроса за създаване на организация на българите от Украйна, тъй като създадената през 1991 година – Асоциация на българите на СССР се е разпаднала по обективни причини. Публикацията активно се обсъжда от българските дружества.

## Ръководство

### Президент
- Федор Петрович Каражеков (1993 г. – 1998 г.)
- Антон Кисе (1999 г. – до момента)

### Изпълнителен комитет
Към 2 юли 2021 г.
- Светлана Драгнева – вицепрезидент
- Александър Кащи – вицепрезидент
- Сергей Желев – вицепрезидент
- Геннадий Коев – отговорен секретар
- Василий Митков – председател на Запорожкото областно българско дружество
- Лариса Савченко – председател на Бердянското българско дружество „Родолюбие“
- Анатолий Нестеров – председател на Олшанското българско дружество „Алфатар“
- Анатолий Сейрик – член на Одеското областно българско дружество
- Борис Спасов – председател на Одеското областно българско дружество
- Александър Ганчев – съпредседател на Одеското научно дружество на българистите
- Николай Иванов – председател на Измаилската българска община „Света София“
- Мария Пинти – член на Болградското районно българско дружество „ЕК“
- Галина Иванова – директор на Областния център за българска култура в гр. Болград
- Михаил Радев – член на Одеското областно българско дружество

## Дейност
Съгласно първоначалния устав на Асоциацията в нея членуват само юридически лица, каквито са българските културно-просветни организации в Украйна, както и някои медии (в. „Роден край“ в Одеса, в. „Родолюбие“ в Арциз и др.) и училища (Болградската гимназия „Г. С. Раковски“). Сред най-активните основатели на АБУ са българските дружества в Таврия (Бердянск и в Приморск), Одеса, Крим, Измаил и други. Днес в АБУ членуват над 70 организации, а след промените в устава през 2004 година като членове се приемат и физически лица. През 1996 година АБУ получава от украинското правителство за ползване сграда в центъра на Одеса (Всеукраински център за българска култура, ремонтиран през 1998 – 1999 г. с помощта и на Правителството на България), а по-късно разполага и с центрове в Киев, Болград, Бердянск и Измаил.
Дейността на АБУ се развива предимно чрез участието на нейните колективни членове в различни инициативи и е насочена главно в областта на образователните и културни проблеми на българите в Украйна.
Членуващите в АБУ дружества са основен инициатор за изучаването на български език в училищата на българското малцинство в Украйна. След откриването/възстановяването през 1993 година на Болградската гимназия „Георги Сава Раковски“, Асоциацията изиграва значителна роля в усилията за увеличаване на мястото на българския език в това училище. От 1997 г. Болградската гимназия е член на Асоциацията.
През 1998 г. асоциацията поставя началото в организацията на Събора на българите в Украйна, който е замислен да се провежда веднъж на 2 години.
През януари 2001 г. асоциацията създава вестник „Българско обозрение“, който излиза два пъти месечно на три езика – български, руски и украински.

## Човек на годината
„Човек на годината“ е конкурс, учреден през 2002 г. от Асоциацията на българите в Украйна. Той се провежда веднъж в годината на общоукраинско ниво в края на календарната година във Всеукраинския център за българска култура в гр. Одеса. Конкурсът цели стимулиране и поощряване инициативите и действията по запазване на историческите ценности, съдействие за развитие на майчиния език, история, култура и традициите на българите в Украйна, задоволяване на техните културни, етнически, социално–икономически интереси, развитие на приятелски и делови връзки между Украйна и България.
Номинираните в конкурса „Човек на годината“ се определят по следните приноси:
- за организационни постижения по запазване на историческите ценности, развитие и популяризиране на езика, културата и традициите на българите в Украйна;
- за творчески и журналистически постижения;
- за спортни постижения;
- за постижения в сферата на медицината;
- за постижения в сферата на образованието и науката;
- за постижения в развитието на народното стопанство и производствената сфера.
- за принос в развитието на българското възрожденско движение в Украйна;
- за принос в развитието на българското младежко движение в Украйна;
- за принос в развитието на дружески и делови взаимоотношения между Украйна и България.

Основни критерии за определяне на победителите са:
- Значимост и актуалност на постиженията и резултатите на кандидата;
- Активно участие на кандидата в българския възрожденски процес;
- Професионална оценка на постиженията на кандидата, дадена от компетентни лица в съответната сфера.

Номинираните в конкурса „Човек на годината“ се определят от Организационен комитет, утвърден от Изпълкома на Асоциацията на българите в Украйна.